# Namtaeryeong (metropolitana di Seul)
Namtaeryeong (남태령역 - 南泰嶺驛, Namtaeryeong-yeok ) è una stazione della metropolitana di Seul servente la linea 4 e la linea Gwacheon, quest'ultima un'estensione suburbana della stessa linea 4. Alcuni treni della linea 4 terminano il loro percorso a Namtaeryeong. Fra questa stazione e quella successiva verso sud di Seonbawi avviene l'inversione del senso di marcia dei treni (da destra a sinistra), e il cambio di tensione, che passa da 1500 V in corrente continua a 25 kV in corrente alternata.

## Linee
Seoul Metro
● Linea 4 (Codice: 433)
Korail
■ Linea Gwacheon

## Struttura
La stazione è usata da entrambe le linee, ma tutti i treni continuano senza rotture di carico su di esse. È presente una banchina centrale a isola con due binari passanti al secondo piano sotterraneo, sovrastata dal mezzanino.
| Direzione Danggogae | ● Linea 4        | per Sadang, Seul, Chungmuro, Nowon e Danggogae |
| Direzione Ansan     | ● Linea Gwacheon | per Gwacheon, Geumjeong, Jungang e Oido        |

## Stazioni adiacenti
| «       | Servizio | »        |
| Linea 4 | Linea 4  | Linea 4  |
| ------- | -------- | -------- |
| Sadang  | -        | Seonbawi |